# 徳宿駅
徳宿駅（とくしゅくえき）は、茨城県鉾田市徳宿にある鹿島臨海鉄道大洗鹿島線の駅である。

## 歴史
- 1985年（昭和60年）3月14日 - 大洗鹿島線開通と同時に開業[1]。

## 駅構造
単式ホーム1面1線の地上駅（掘割構造）。無人駅である。

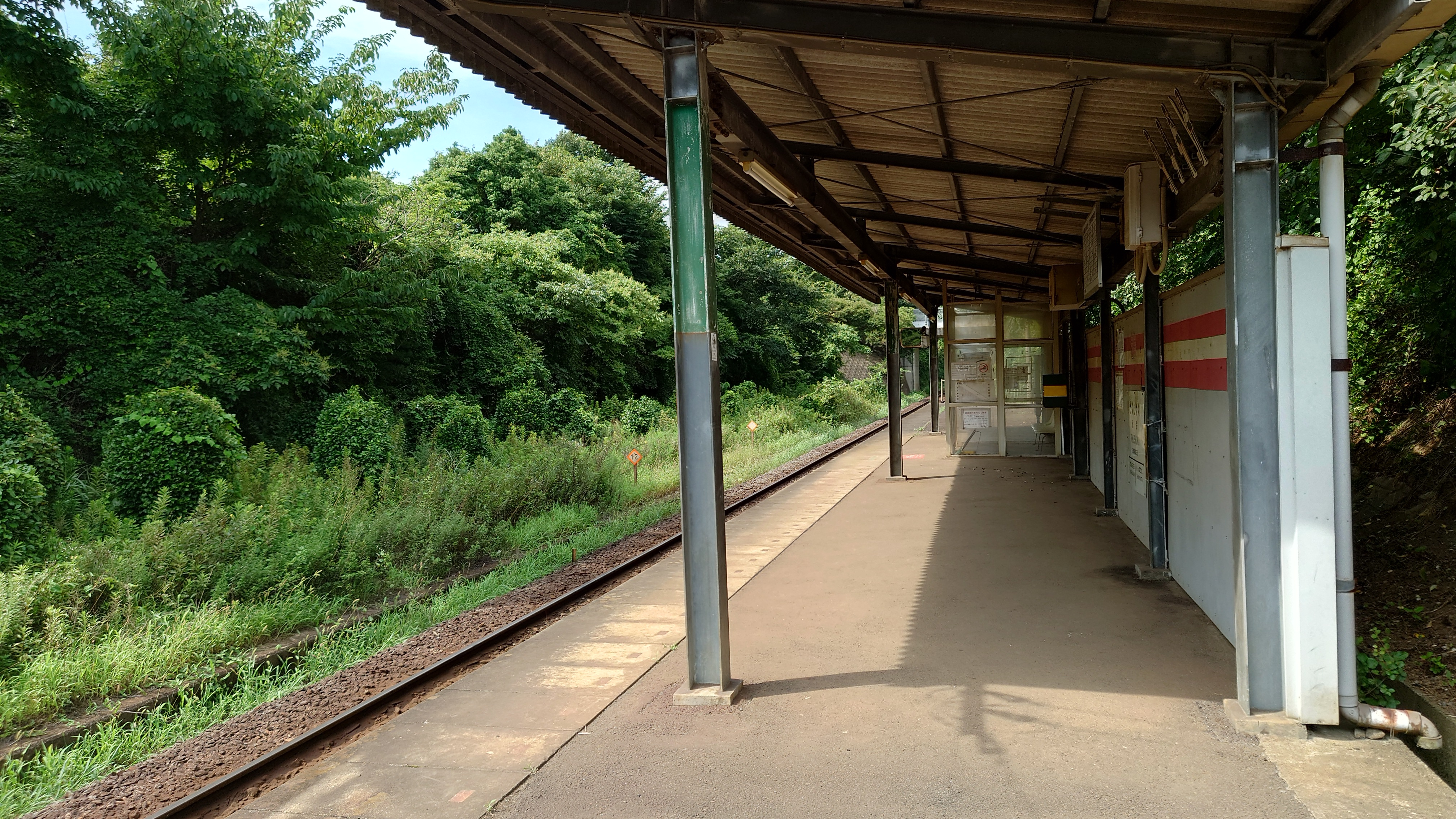
ホームと待合室 （2022年8月）
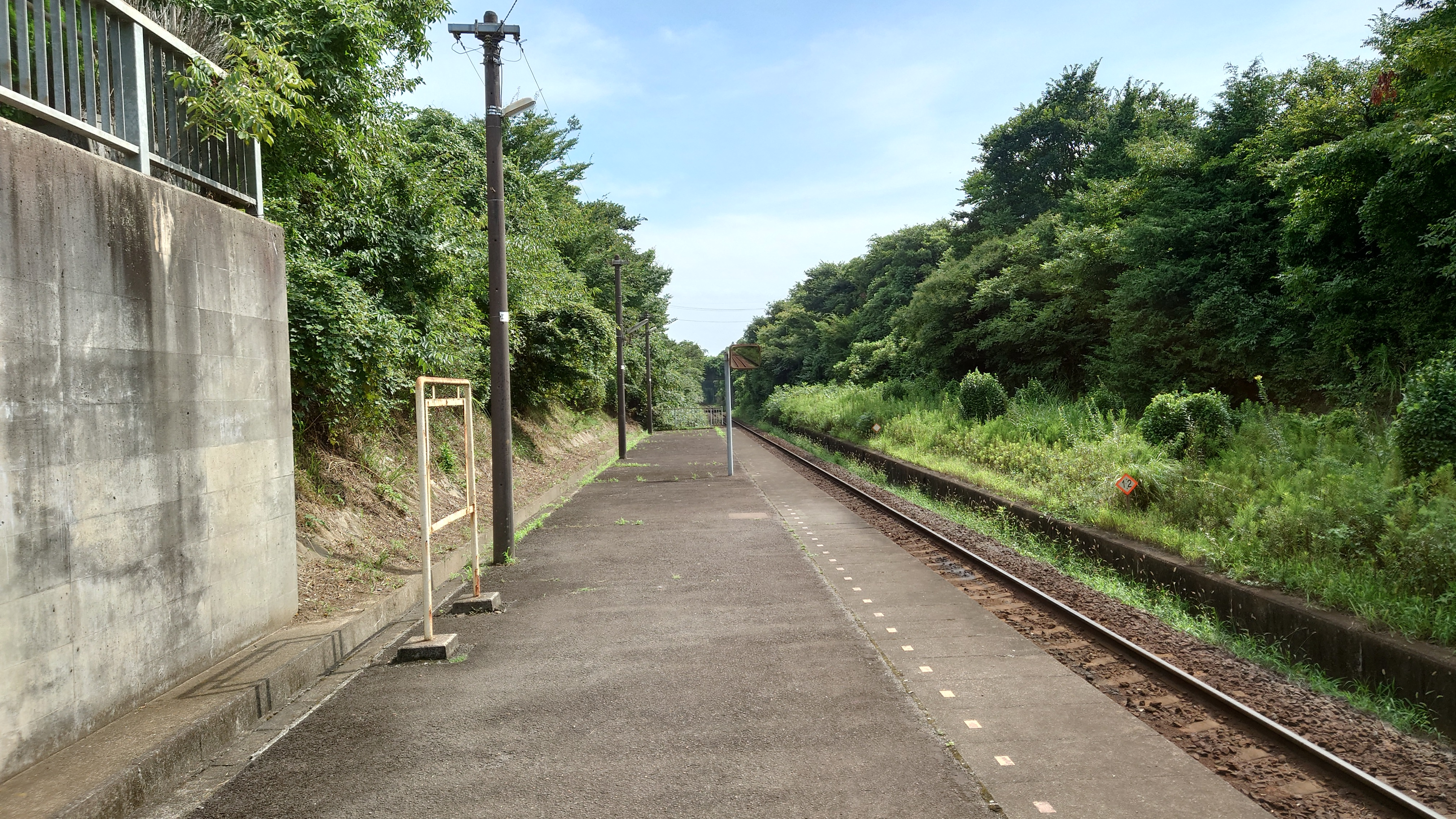
新鉾田方面を望む （2022年8月）

### 当駅における運行形態
- 上り（鹿島旭・大洗・水戸方面）
  - 日中は概ね1時間に1本の普通列車（水戸行）が停車する[2]。
- 下り（新鉾田・大洋・鹿島神宮方面）
  - 日中は概ね1時間に1-2本の普通列車（鹿島神宮行）が停車する。朝と夕方には新鉾田行の列車も設定されている[2]。

## 利用状況
| 1日乗降人員推移 | 1日乗降人員推移 |
| 年度            | 1日平均人数     |
| --------------- | --------------- |
| 2011年          | 53              |
| 2012年          | 99              |
| 2013年          | 89              |
| 2014年          | 71              |
| 2015年          | 71              |
| 2016年          | 77              |
| 2017年          | 82              |
| 2018年          | 68              |

## 駅周辺
- 徳宿郵便局
- 徳宿城址
- 鉾田川
- 茨城県道114号下太田鉾田線

駅南西3kmほどの場所に旧・鹿島鉄道線の坂戸駅があった。

## その他
当駅は鉾田市（旧・鉾田町）の北部に位置し、地元特産物直売所サングリーン旭の最寄り駅である。

## 隣の駅
鹿島臨海鉄道
■大洗鹿島線
鹿島旭駅 - 徳宿駅 - 新鉾田駅